# Berthe Cabra
Berthe Cabra, nacida Berthe Gheude, (Bruselas, 27 de junio de 1864 - Berchem, Amberes, 26 de enero de 1947) fue una exploradora y conferenciante belga. 

## Biografía
Fue hija de Jean Martin Gheude, notario, y de Euphrosine d'Alcantara de Contreras. Se casó con Alphonse Cabra, capitán de fragata y explorador contratado por el Estado Libre del Congo, la organización colonial belga.  

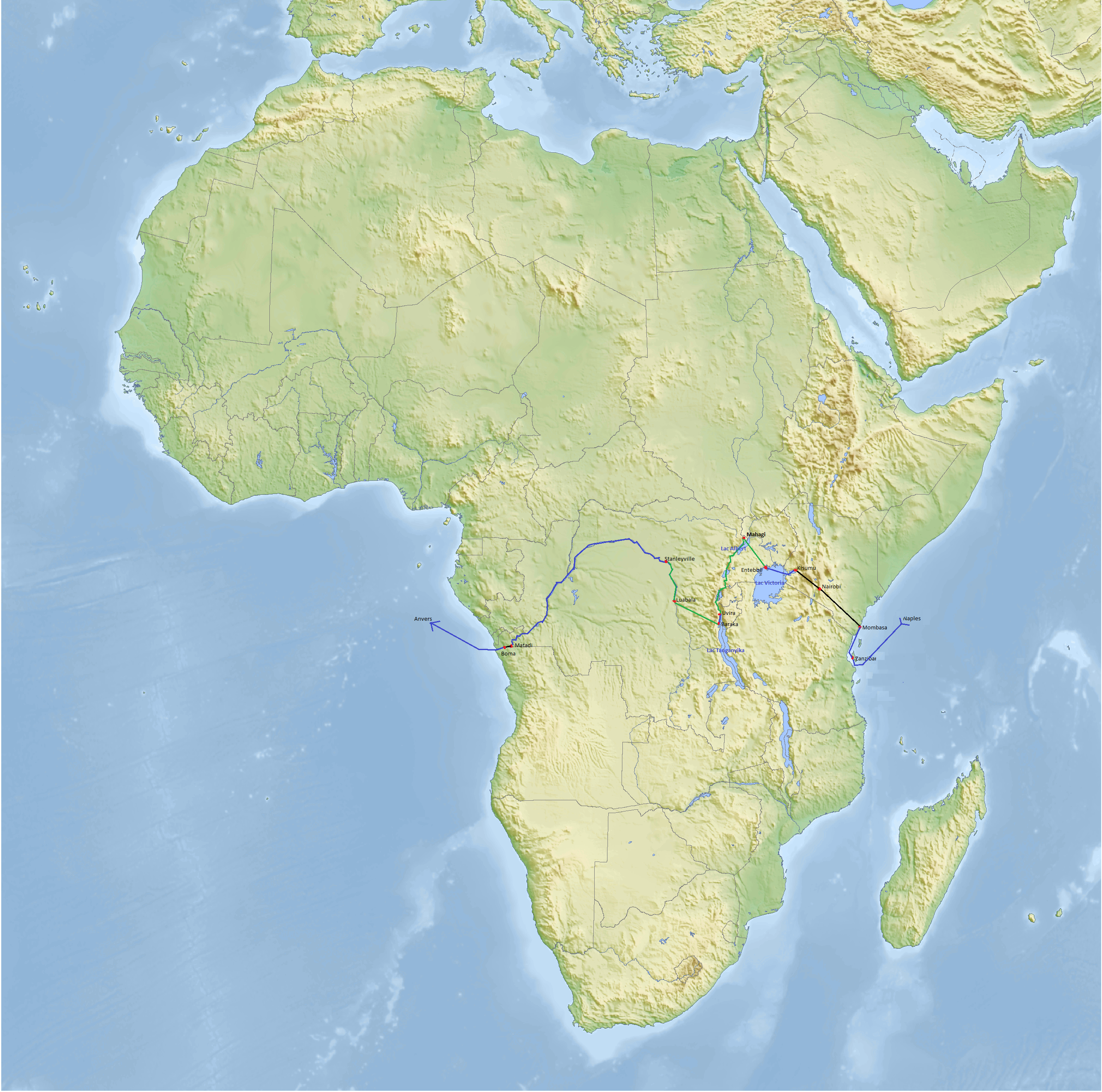
En negro, viajes en tren. En verde, viajes a pie o en canoa. En azul, viajes en barco de vapor.

Entre mayo y octubre de 1903, acompañó a su marido en un viaje al África cuyo objetivo fue delimitar la frontera entre el Estado Libre del Congo y el Congo Francés en la región de Manyanga, en el Bajo Congo. Durante este viaje, Berthe Cabra se inició en las condiciones de vida africanas. Según Alphonse, la presencia de Berthe contribuyó a que las relaciones con los franceses fueran más cordiales.  
El rey Leopoldo II encomendó después a Alfonso Cabra la misión de inspeccionar el territorio de Ruzizi-Kivu y las provincias orientales del Estado Libre del Congo, y autorizó a Berta a acompañarlo, a pesar de las reticencias de su esposo. Entre 1905 y 1906, realizaron una travesía de más de cinco mil kilómetros entre Mombasa y Boma que duró diecisiete meses y medio, siendo Berthe la primera mujer no africana en cruzar el centro de África de costa a costa de la que se tiene constancia.   
En abril de 1905, Berthe y Alfonso salieron desde Nápoles hasta la isla de Zanzíbar y luego navegaron a Mombasa, en la costa del África Oriental Británica, desde donde realizaron la travesía por Uganda, que duraría hasta junio de 1905. En Mombasa tomaron la línea ferroviaria entre esta ciudad y Nairobi, terminada en 1903 por la Compañía Británica de África Oriental y viajaron hasta lago Victoria, llegando a la ciudad de Kisumu. Cruzaron luego el lago en barco hasta llegar a Entebbe. Siguieron hacia el suroeste atravesando zonas de sabana y selva, manteniendo frecuentes contactos con las comunidades locales y con las autoridades coloniales británicas. 
Entre julio y octubre de 1905, realizaron la segunda parte del viaje, recorriendo la región del Congo Oriental. La caravana partió hacia la región de Ituri, en el lago Alberto. Siguiendo las fronteras de las posesiones de Leopoldo II, viajaron a pie o en canoa hasta las localidades de Uvira y Baraka, en el lago Tanganica, donde permanecieron trabajando varias semanas. Comenzaron después la travesía a pie más compleja, las selvas del Congo, desde el lago Tanganica hasta el Lualaba, afrontado condiciones climáticas severas, sufriendo enfermedades tropicales, y con graves limitaciones logísticas. 
Llegaron al Lualaba a finales de 1905, lo navegaron en parte hasta llegar al río Congo. Siguieron el curso medio del Congo, atravesando regiones con limitada presencia colonial. Durante esta tercera etapa, que duró hasta comienzos de 1906, Berthe escribió en sus diarios de viaje observaciones sobre los animales, los paisajes recorridos y las difíciles condiciones de vida de las poblaciones locales. En la cuarta etapa del viaje, llegaron a las cataratas Bomoya, y descendieron el río Congo en barco de vapor hasta Matadi y Boma, ya en la costa occidental africana, donde llegaron en octubre de 1906.  
Alphonse Cabra tuvo que dirigirse urgentemente a la localidad congoleña de Uvira por un problema fronterizo surgido entre el Estado Libre del Congo y el África Oriental Alemana. Berthe, por su parte, regresó a Bélgica en noviembre de 1906 con los diarios, los materiales y las colecciones científicas recopiladas durante el viaje, que se conservan en el Museo Real de África Central, en Tervuren. 
El viaje recibió mucha atención en la prensa belga de la época, ya que no era frecuente que las mujeres europeas realizaran viajes tan largos por el continente africano y su viaje alcanzó la categoría de proeza nacional. Berthe fue considerada una pionera, recibiendo condecoraciones oficiales por ello. A petición de científicos y figuras políticas, Berthe impartió numerosas conferencias, ya que durante el viajes realizó abundantes anotaciones sobre el modo de vida de las mujeres africanas, su posición social y la de sus hijos, los mercados, las ropas tradicionales y los adornos de las poblaciones locales y la organización de las caravanas en las que participó. En sus disertaciones, promovió la presencia de la mujer europea en las colonias que se estaban desarrollando en África, abogando por un rol femenino dentro la ideología colonial de la época.  